# Natural High (singel Hammerfall)
Natural High – siódmy singel szwedzkiego zespołu Hammerfall. Utwór czwarty został zarejestrowany podczas koncertu grupy w Brazylii w 2003 roku.

## Lista utworów
Źródło.
1. "Natural High" - 04:14
2. "Natural High" (wersja karaoke) - 04:15
3. "The Fire Burns Forever" - 03:20
4. "Raise The Hammer" (live) - 03:37
5. "The Fire Burns Forever" (wideoklip)

## Twórcy
- Joacim Cans - śpiew
- Oscar Dronjak - gitara, śpiew
- Stefan Elmgren - gitara, śpiew
- Magnus Rosén - gitara basowa
- Anders Johansson - perkusja